# Las Cumbres (Uruguay)
Las Cumbres ist eine Ortschaft in Uruguay.

## Geographie
Sie befindet sich auf dem Gebiet des Departamento Maldonado in dessen Sektor 1. Las Cumbres liegt im Süden der Sierra de la Ballena, nördlich von Punta Ballena. Im Westen erstreckt sich die Laguna del Sauce.

## Infrastruktur
Las Cumbres liegt an der Ruta 12. In rund acht Kilometern südlicher Entfernung befindet sich deren Kreuzung mit der Ruta Interbalnearia / Ruta 93. Einige Kilometer westlich ist der Flughafen Capitán de Corbeta Carlos A. Curbelo zu finden.

## Einwohner
Las Cumbres hatte 2011 14 Einwohner, davon sechs männliche und acht weibliche. 2004 war der Ort mit seinerzeit sechs Einwohnern nach Arenas de José Ignacio (2004: vier Einwohner) die kleinste Siedlung des Departamentos.
| Jahr | Einwohner |
| ---- | --------- |
| 1963 | –         |
| 1975 | –         |
| 1985 | –         |
| 1996 | 8         |
| 2004 | 6         |
| 2011 | 14        |

Quelle: Instituto Nacional de Estadística de Uruguay